# Ignație Budișteanu
Ignație Budișteanu (n. 1888, Bălți – d. secolul al XX-lea) a fost un agricultor român moldovean din Basarabia, membru al Partidului Socialist–Revoluționar.

## Sfatul Țării
Chestionarul de membru al Sfatului Țării l–a completat la vârsta de 30 de ani.
La 27 martie 1918, Ignație Budișteanu a votat unirea Basarabiei cu România.

## Vezi și
- Sfatul Țării
- Lista membrilor Sfatului Țării